# Hardcore Will Never Die, But You Will
Hardcore Will Never Die, But You Will é o sétimo álbum de estúdio da banda escocesa Mogwai.

## Faixas
1. "White Noise" – 5:04
2. "Mexican Grand Prix" – 5:18
3. "Rano Pano" – 5:15
4. "Death Rays" – 6:01
5. "San Pedro" – 3:27
6. "Letters to the Metro" – 4:41
7. "George Square Thatcher Death Party" – 4:00
8. "How to Be a Werewolf" – 6:23
9. "Too Raging to Cheers" – 4:30
10. "You're Lionel Richie" – 8:29
11. "Slight Domestic" – 5.35 (faixa-bônus lançada pelo iTunes nos EUA)

Um edição limitada do álbum incluía uma faixa inédita chamada "Music for a Forgotten Future (The Singing Mountain)", de 23 minutos de duração.